# Mohamed Amin Romdhana
Mohamed Amin Romdhana (* 27. Januar 1993) ist ein tunesischer Stabhochspringer.
2014 gewann er Silber bei den Leichtathletik-Afrikameisterschaften in Marrakesch und wurde Achter beim Leichtathletik-Continentalcup in Marrakesch. 
Bei den Afrikaspielen 2015 in Brazzaville holte er Bronze.
Seine persönliche Bestleistung von 5,40 m stellte er am 18. Juni 2017 in Radés auf.